# Патука
Патука — река на северо-востоке Гондураса, образующаяся к юго-востоку от Хутикальпы в результате слияния рек Гуаяпе и Гуаямбре. Это вторая по величине река в Центральной Америке и самая длинная река Гондураса, длина которой составляет почти 500 километров, а площадь водосборного бассейна — 23900 км².
Река Патука упоминается в книге Дугласа Престона «Кодекс»[значимость факта?].

## Водоток
Река берёт начало в центральных горах при слиянии рек Гуаяпе и Гуаямбре. Она течет на северо-восток в извилистом русле на пути к низменностям Москитового берега, а затем впадает в Карибское море в Патука-Пойнт.
Во время паводка Патука может разливаться на несколько километров в ширину. Её главный приток, река Гуаяпе, превышает 3 километра в ширину почти ежегодно в тех местах, где в сухой сезон его можно переходить по пояс в воде.

## Проекты плотин
На Патуке планировалось строительство плотин для снабжения[чего?] гидроэлектроэнергией. От двух предыдущих попыток отказались: от первой — в конце 1990-х годов, когда ураган «Митч» нанес значительный ущерб, а от второй — в 2007 году, когда финансовый кризис вынудил уйти компанию «Тайвань Пауэр». В 2011 году правительство Гондураса одобрило проект строительства китайской фирмой «Синогидро» первой из трёх плотин.